# 中条信復
中条 信復（ちゅうじょう のぶより、享保12年（1727年）- 文化12年10月27日（1815年11月27日））は、高家旗本。中条信秀の長男。初名は信敬。通称は鉄三郎、兵庫。官位は従四位上左少将・山城守。
寛保2年（1742年）12月2日、父信秀の死去により家督を相続する。延享3年（1746年）9月22日将軍徳川家重に御目見する。表高家衆に列する。宝暦12年（1762年）8月15日、高家職に就き、従五位下侍従・大和守に叙任する。後に従四位下に昇進し、山城守に改める。安永9年（1781年）5月4日高家肝煎となる。その後、従四位上左少将に昇進する。文化5年（1808年）12月14日解任、高家末席に列する。文化7年（1810年）11月25日隠居し、養子信義に家督を譲る。文化12年（1815年）10月27日死去、89歳。
正妻は高家旗本畠山義紀の養女（実父上杉勝延）。養子信義（実父秋月種美）ら二男一女あり。